# Friland
 For alternative betydninger, se Friland (flertydig). (Se også artikler, som begynder med Friland)
Friland er en andelsforening i Feldballe på Djursland, som har til formål at opføre gældfri og affaldsfri huse. Byggeriet af husene har en høj grad af selvbyggeri med brug af genbrugsmaterialer og lokale naturmaterialer. Blandt stifterne er Steen Møller. Økolandsbyen har i dag 45 huse og der bor omkring 75 personer der.
Andelsforeningen Friland blev stiftet på en generalforsamling den 20. januar 2002. Andelsforeningen købte den 1. marts 2002 4,5 ha jord for egne midler.
Livet i Friland blev fulgt i en programrække på DR2 over flere år.